# Armant
Armant (arab. أرمنت) – miasto w Egipcie, w muhafazie Luksor. W 2006 roku liczyło 76 457 mieszkańców.